# ノイ＝アイヒェンベルク
ノイ＝アイヒェンベルク (ドイツ語: Neu-Eichenberg) は、ドイツ連邦共和国ヘッセン州ヴェラ＝マイスナー郡に属す町村（以下、本項では便宜上「町」と記述する）である。

## 地理

### 位置
ノイ＝アイヒェンベルクは、ヘッセン州、テューリンゲン州、ニーダーザクセン州の3州境界、カッセル (45 km) とゲッティンゲン (12 km) との間に位置している。

### 隣接する市町村
ノイ＝アイヒェンベルクは、北はフリートラント（ニーダーザクセン州ゲッティンゲン郡）、東はホーエンガンデルンおよびボルンハーゲン（ともにテューリンゲン州アイヒスフェルト郡）、南と西はヴィッツェンハウゼン（ヴェラ＝マイスナー郡）と境を接する。

### 自治体の構成
この町は、ベルゲ、ノイエンローデ、アイヒェンベルク＝バーンホーフ、アイヒェンベルク＝ドルフ、ヘーベンハウゼン（行政中心）、ヘルマンローデ、マルツハウゼンの7集落で構成されており、ベルゲ（ベルゲおよびノイエンローデ）、アイヒェンベルク（バーンホーフおよびドルフ）、ヘーベンハウゼン、ヘルマンローデ、マルツハウゼンの5つの地区に分けられる。

## 歴史
ノイ＝アイヒェンベルクは、ヘッセン州の地域再編に伴い、1971年2月1日にそれまで独立した町村であったベルゲ、アイヒェンベルク、ヘーベンハウゼン、ヘルマンローデ、マルツハウゼンが合併して成立した。

## 行政

### 議会
この町の議会は、15議席からなる。

## 文化と見所

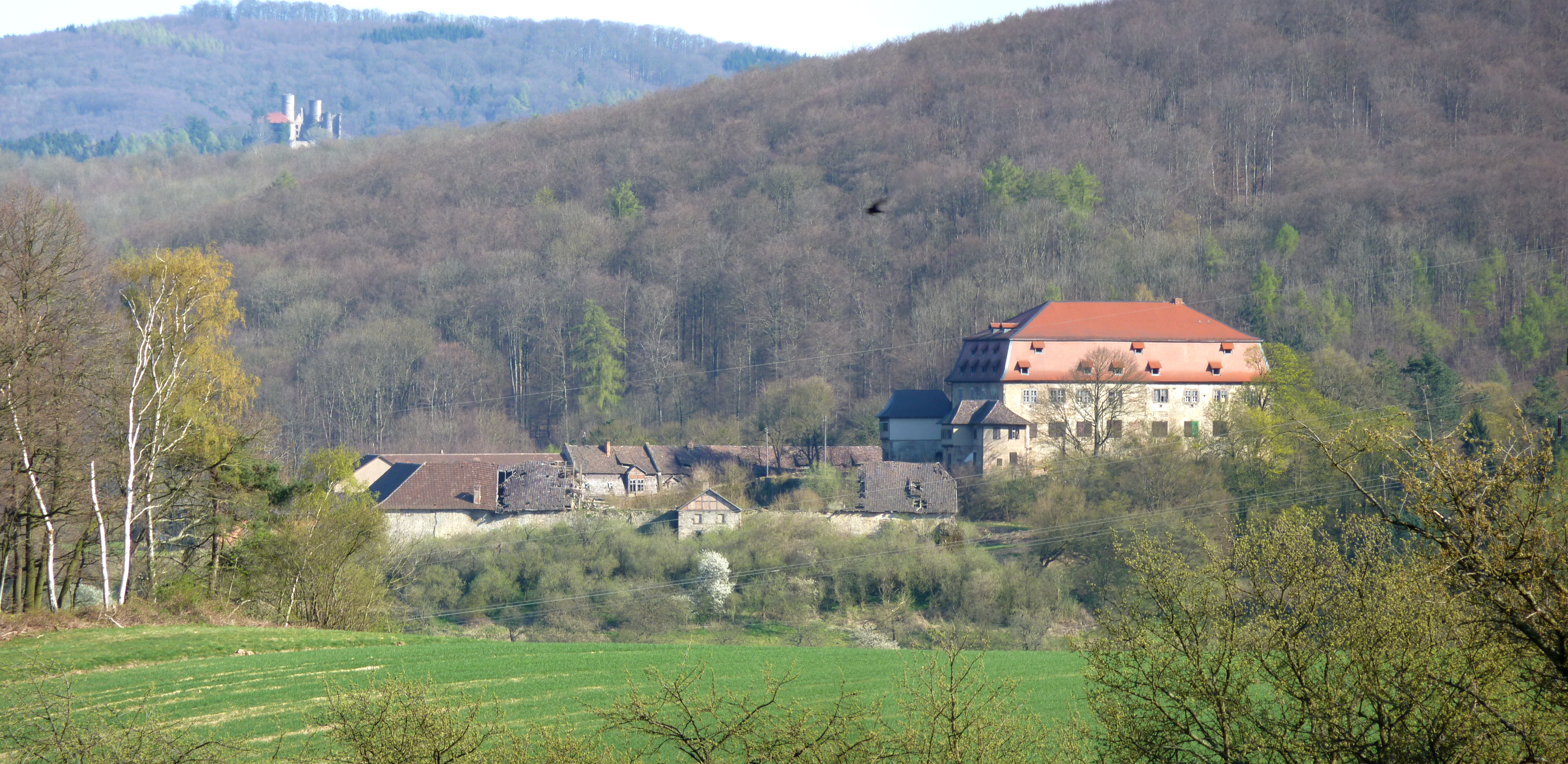
アルンシュタイン城。遠景の尾根の上に建つのはハンシュタイン城

### 見所
- アルンシュタイン城

## 経済と社会資本

### 交通
アイヒェンベルク駅は旧南北線とハレ - カッセル線との接続駅で、カッセル、ゲッティンゲン、エアフルト、フルダを結んでいる。ドイツ鉄道、cantus、エアフルト鉄道のローカル列車が発着している。
この町は、ドイツ統一交通プロジェクトの鉄道 6 アイヒェンベルク - ハレ (ザーレ) で特に重要な位置を占めた。
- アイヒェンベルク駅の全景
- アイヒェンベルクの駅舎

## 引用
1. ↑  Hessisches Statistisches Landesamt: Bevölkerung in Hessen am 31.12.2023 (Landkreise, kreisfreie Städte und Gemeinden, Einwohnerzahlen auf Grundlage des Zensus 2011)]
2. ↑  町議会議員選挙結果